# Edna Bonhomme
Edna Bonhomme (geboren 1985 in Miami) ist eine amerikanische Wissenschaftshistorikerin, freie Autorin und multimedial arbeitende Künstlerin. Sie lebt seit 2017 in Berlin.

## Leben
Ihre Eltern, Ethny and Monette Bonhomme, gehörten zu den etwa 25.000 Haitianern, die in den 1970er und 1980er Jahren vor Armut und Gewalt unter der Diktatur von Jean-Claude Duvalier über den Seeweg nach Florida flohen. Ihr Vater wanderte 1979 aus, ihre Mutter folgte später. Die Eltern arbeiteten in Sanitär- und Textilfabriken. Edna Bonhomme wurde in „Little Haiti“ geboren, einem Stadtviertel von Miami, und wuchs dort mit zwei Geschwistern in einer überwiegend afroamerikanischen und afrokaribischen Nachbarschaft auf. Die erste Sprache, die sie lernte, war Kreol. Mit 18 Jahren wurde sie mit einem Stipendium an dem privaten Reed College an der Westküste der USA aufgenommen. Sie ist verheiratet und Mutter eines Kindes.

### Wissenschaft
Bonhomme hat einen Bachelor in Biologie vom Reed College, einen Master of Public Health von der Columbia University und einen M.A. in Geschichte von der Princeton University. Ihre Masterarbeit befasste sich mit HIV/AIDS und Sexarbeit in der Karibik. Sie arbeitete als Forschungsassistentin in einem immunologischen Labor, nahm an AmeriCorps teil und arbeitete für die Gesundheitsbehörde in New York City.
Vom Princeton Center for African American Studies erhielt sie 2013 ein Dissertationsstipendium und von der New York Public Library ein Forschungsstipendium. 2017 wurde sie in Wissenschaftsgeschichte an der Universität Princeton promoviert (PhD). In ihrer Dissertation mit dem Titel Plagued Bodies and Spaces: Medicine, Trade, and Death in Ottoman Egypt and Tunisia, 1705-1830 untersuchte sie Seuchen, Urbanisierung und Beerdigungsriten im Kairo und Tunis des 18. Jahrhunderts und wie Epidemien politische Macht und das Alltagsleben beeinflussten. Sie analysierte die Verbreitung von Infektionskrankheiten und deren Zusammenhang mit kommerzieller und imperialer Politik. Sie befasste sich auch mit Robert Kochs Forschungsprojekten und Menschenexperimenten in den ehemaligen deutschen Kolonien in Afrika. Von 2017 bis Dezember 2020 arbeitete sie als Postdoc am Max-Planck-Institut für Wissenschaftsgeschichte in Berlin. 2021 war sie Fellow am Münchner Zentrum für Globalgeschichte an der Ludwig-Maximilians-Universität, um an ihrem Manuskript Tending to the Wounds zu arbeiten, das die Geschichte von Restitution und Reparationen untersucht, und an ihrem Buch Captive Contagions zur Rolle von Gefangenschaft während einer Epidemie.
Sie verfasste wissenschaftliche Zeitschriftenartikel, die sich mit machtpolitischen Aspekten von Medizin in (post)kolonialen Gesellschaften befassen. Als Dozentin unterrichtete sie an der Drexel University in Philadelphia (2016, 2017), der Humboldt-Universität zu Berlin (2018), dem Bard College (2019) sowie am Friedrich-Meinecke-Institut der FU (2020/21).

### Journalismus
Bonhomme schreibt als freie Autorin für Nachrichtenplattformen und Zeitungen, darunter Al Jazeera, The Guardian, The Baffler und The Nation sowie für deutschsprachige Medien wie die Monatszeitung Analyse & Kritik und die Wochenzeitung Der Freitag. In ihren Texten beleuchtet sie die Themen Rassismus, Sexismus, Kolonialismus, Postkolonialismus, Kapitalismus und Gesundheit.

### Kunst
Bonhomme gestaltet multimediale Kunstprojekte. Sie behandeln Themen wie Blackness, Afrofuturismus, Gesundheit, Gender und Dekolonisation und nehmen die Form von Performance-Lectures, Podcasts, Ausstellungen oder anderen Kombinationen aus Ton, Bild, Video, Stimme, Raum und Körper an. Das Haus der Kulturen der Welt, das Projekt Alpha nova & galerie futura, die Vereinigung bildender Künstlerinnen Österreichs, der Kunstverein Hildesheim und das freie Theater Hebbel am Ufer präsentierten ihre Arbeiten. Zum Ausstellungskatalog der 13. Gwangju Biennale 2021 unter dem Motto Minds Rising, Spirits Tuning trug sie das Essay The Kingdom of the Sick bei. In der Ausstellung Barrierefreiheit 2021/2022 in der Kunsthalle Osnabrück zeigte Bonhomme zusammen mit der ghanaisch-nigerianischen Filmemacherin Nnenna Onuoha eine Videoinstallation und eine zwölfteilige Fotoserie unter dem Titel „Rituals“. Der Film dokumentiert Formen der Selbstfürsorge, insbesondere in Bezug auf schwarze Körper in Zeiten der COVID-19-Pandemie. Dabei gehe es „auch um Fragen der Teilhabe, Körpernormierung und Fürsorge als solidarische Praxis und um das storytelling im Kontext moderner Epidemien“.

## Veröffentlichungen
Essay
- Ungleichheit. Ein Essay (=Serie: Die Pandemie – was wir verlieren/was wir gewinnen, Ausgabe 13), ReMedium Verlag, Geisenheim 2020, ISBN 978-3-948933-11-1
- The Kingdom of the Sick, in: Katalog zur 13. Gwangju Biennale 2021

Wissenschaftliche Artikel (Auswahl)
- Troubling (Post)colonial Histories of Medicine: Toward a Praxis of the Human, in: Isis. History of Science Journal, University of Chicago Press, Band 111, Nummer 4, 2. Dezember 2020, doi:10.1086/712452
- When We Speak in Protests, in: Literature and Medicine, Band 39, Nummer 1, Frühjahr 2021, Johns Hopkins University Press, doi:10.1353/lm.2021.0002
- Black radical design: bringing a vital legacy of visual culture to technology worlds, in: Interactions, New York, Band 29, Januar 2022, doi:10.1145/3506650

Podcasts
- Decolonization in Action, Podcast-Reihe von Oktober 2019 – Dezember 2021[20]
- What makes people sick? Racial capitalism and the politics of suffocation, Podcast mit Françoise Vergès und Edna Bonhomme in der Reihe Burning Futures: On Ecologies of Existence, Hebbel am Ufer, Dezember 2020[21]
- Jena Samura: Telling Black Histories. Mit Edna Bonhomme, Hrsg.: Schirn Kunsthalle Frankfurt, 28. November 2021[22]